# Luke Thomas (calciatore 2001)
Luke Jonathan Thomas (Syston, 10 giugno 2001) è un calciatore inglese, difensore del Leicester City.

## Caratteristiche tecniche
È un terzino sinistro di spinta che può essere utilizzato anche sulla linea dei centrocampisti.

## Carriera

### Club
Cresciuto nel settore giovanile del Leicester City, nel luglio 2020 viene aggregato alla prima squadra con cui debutta in occasione dell'incontro di Premier League vinto 2-0 contro lo Sheffield Utd, match dove realizza l'assist ad Ayoze per la prima rete. Il 25 agosto 2020 rinnova il proprio contratto e il 29 ottobre seguente debutta nelle competizioni europee scendendo in campo nel secondo tempo nel match della fase a gironi di Europa League vinto 2-1 contro l'AEK Atene.
L'11 maggio 2021 segna il suo primo gol in prima divisione contro il Manchester Utd, nella vittoria per 2-1 della sua squadra all'Old Trafford.

### Nazionale
Ha giocato nelle nazionali giovanili inglesi Under-18, Under-19, Under-20 ed Under-21; con quest'ultima nazionale nel 2023 ha anche vinto il campionato europeo di categoria.

## Statistiche
Statistiche aggiornate all'11 maggio 2021.

### Presenze e reti nei club
Statistiche aggiornate al 10 ottobre 2024.
| Stagione              | Squadra               | Campionato            | Campionato | Campionato | Coppe nazionali | Coppe nazionali | Coppe nazionali | Coppe continentali | Coppe continentali | Coppe continentali | Altre coppe | Altre coppe | Altre coppe | Totale | Totale | Totale |
| Stagione              | Squadra               | Comp                  | Pres       | Reti       | Comp            | Pres            | Reti            | Comp               | Pres               | Reti               | Comp        | Pres        | Reti        | Pres   | Reti   |        |
| --------------------- | --------------------- | --------------------- | ---------- | ---------- | --------------- | --------------- | --------------- | ------------------ | ------------------ | ------------------ | ----------- | ----------- | ----------- | ------ | ------ | ------ |
| 2018-2019             | Leicester City        | PL                    | 0          | 0          | FACup+CdL       | 0               | 0               | -                  | -                  | -                  | EFL Trophy  | 1           | 0           | 1      | 0      |        |
| 2019-2020             | Leicester City        | PL                    | 3          | 0          | FACup+CdL       | 0               | 0               | -                  | -                  | -                  | EFL Trophy  | 5           | 0           | 8      | 0      |        |
| 2020-2021             | Leicester City        | PL                    | 14         | 1          | FACup+CdL       | 3+1             | 0               | UEL                | 7                  | 1                  | -           | -           | -           | 25     | 2      |        |
| 2021-2022             | Leicester City        | PL                    | 22         | 0          | FACup+CdL       | 1+3             | 0               | UEL+UECL           | 3+3                | 0                  | CS          | 1           | 0           | 33     | 0      |        |
| 2022-2023             | Leicester City        | PL                    | 17         | 0          | FACup+CdL       | 3+4             | 0               | -                  | -                  | -                  | -           | -           | -           | 24     | 0      |        |
| 2023-gen. 2024        | Sheffield Utd         | PL                    | 12         | 0          | FACup+CdL       | 1+0             | 0               | -                  | -                  | -                  | -           | -           | -           | 13     | 0      |        |
| gen.-giu. 2024        | Middlesbrough         | FLC                   | 12         | 0          | FACup+CdL       | -               | -               | -                  | -                  | -                  | -           | -           | -           | 12     | 0      |        |
| 2024-2025             | Leicester City        | PL                    | 14         | 0          | FACup+CdL       | 0+2             | 0               | -                  | -                  | -                  | -           | -           | -           | 16     | 0      |        |
| Totale Leicester City | Totale Leicester City | Totale Leicester City | 70         | 1          |                 | 17              | 0               |                    | 13                 | 1                  |             | 7           | 0           | 100    | 2      |        |
| Totale carriera       | Totale carriera       | Totale carriera       | 94         | 1          |                 | 18              | 0               |                    | 13                 | 1                  |             | 7           | 0           | 132    | 2      |        |

## Palmarès

### Club

#### Competizioni nazionali
- Coppa d'Inghilterra: 1

Leicester City: 2020-2021
- Community Shield: 1

Leicester City: 2021

### Nazionale
- Campionato d'Europa Under-21: 1

Romania-Georgia 2023